# Język elymijski
Język elymijski – wymarły język używany przez starożytnych Elymian, rdzennych mieszkańców zachodniej części Sycylii w czasach przed jej hellenizacją i ostatecznym podbojem przez Rzym. Współcześni badacze są zgodni, że należał on do grupy języków indoeuropejskich, jednak brak wystarczającej ilości zachowanych dłuższych inskrypcji uniemożliwia bliższą analizę jego gramatyki czy związków z innymi językami regionu.
Od VII wieku p.n.e. Elymowie posługiwali się własną odmianą alfabetu greckiego. Choć do naszych czasów zachowało się relatywnie dużo inskrypcji w języku elymijskim, większość z nich to nieledwie krótkie legendy na monetach, podpisy właścicieli przedmiotów codziennego użytku i podobne. Na ich podstawie badacze tematu wywnioskowali, że elymijski należał z całą pewnością do rodziny języków indoeuropejskich. Jednak przyporządkowanie go do konkretnej grupy lub rodziny języków jest sprawą kontrowersyjną. Od końca XIX wieku różni naukowcy sugerowali m.in. związki z językami anatolijskimi, z trackim lub frygijskim, z językami starożytnych Bałkanów, z hetyckim lub etruskim, z greką lub też klasyfikowali elymijski jako jeden z języków italskich. Współcześnie uznaje się, że był on raczej spokrewniony z językami italskimi (w tym z łaciną), jednak na potwierdzenie tego przypuszczenia także brak jednoznacznych dowodów.
W IV wieku p.n.e. wpływy punickie na Sycylii się nasiliły, także z tego stulecia pochodzą ostatnie wzmianki o istnieniu elymijskiego, który najprawdopodobniej wymarł, podobnie jak języki innych rdzennych mieszkańców Sycylii: sykulski i sykański. W czasie podboju Sycylii przez Rzymian cała wyspa była już gruntownie zhellenizowana.

## Korpus
Korpus tekstów elymijskich obejmuje przede wszystkim krótkie inskrypcje na monetach oraz tę część spośród inskrypcji na wazach znalezionych w regionie zamieszkiwanym dawniej przez Elymów, co do której badacze mają pewność, że nie pochodziły one z kręgu kultury hellenistycznej.
Ze względu na specyfikę znalezisk archeologicznych zawierających inskrypcje w tym języku, znaczna część zidentyfikowanych słów dotyczy onomastyki, natomiast znanych jest stosunkowo niewiele rzeczowników pospolitych.

## Gramatyka
Na podstawie zachowanych tekstów elymijskich pisanych grafią grecką naukowcy przyjmują, że w elymijskim występowało pięć samogłosek oraz dwa dyftongi: [ai] oraz [ou] (zapisywane, odpowiednio, jako <αι> i <ου>). W niektórych inskrypcjach zachowały się także dyftongi [oi], [ei] i [au] (<αο>), jednak nie jest pewne, czy inskrypcje te faktycznie spisano w elymijskim, czy też jest to inny język. W kilku zachowanych inskrypcjach pojawiają się zreduplikowane znaki <αα>. Jeśli znaki te miały reprezentować długą samogłoskę, oznaczałoby to, że w elymijskim występował iloczas. Możliwe jednak, że zapis ten odczytywano jako /aja/.
Pełny spis spółgłosek elymijskiego jest trudny do odtworzenia. Na pewno występowały w nim plozywne bezdźwięczne /p/ /t/ i /k/ oraz dźwięczne /b/ /d/ i /g/, a także nosowe fonemy /m/ i /n/. Bez wątpienia również zestaw dźwięków elymijskiego zawierał także spółgłoskę boczną /l/, zwarte /r/ i wargowo-miękkopodniebienne /w/, a także szczelinowe /s/ i /h/. Niektórzy autorzy uznają pojawiający się w inskrypcjach znak И za odpowiednik spółgłoski wargowej (/f/, /β/ lub /Φ/), jednak inni traktują go jako samogłoskę.
Analiza morfologii i składni zachowanych inskrypcji sugeruje, że elymijski mógł być językiem fleksyjnym, jednak nie ma co do tego pewności. Wskazywałoby na to na przykład występowanie na dewizach monet sufiksów -ζι- i -αζι-, najwyraźniej tworzących formy przymiotnikowe od nazw miast Segesta i Eryx. Z kolei sufiksy -αιο- i -ινο- wydają się tworzyć od tych samych nazw miejscowych formy etnonimiczne: jeśli tak było w istocie, znane z monet formy EΡΥKINŌN i EΓEΣTAIŌN należałoby odczytywać jako nazwy mieszkańców Eryx i Segesty w dopełniaczu liczby mnogiej („Eryjczyków” i „Segestian”).